# Marilice Cosenza
Marilice Cosenza (17 de maio de 1978) é uma atriz, cantora e bailarina brasileira. É conhecida pelo seu papel da prostituta Socorro, na novela Duas Caras.
É sócio-fundadora e produtora do website Guia do Ator (www.guiadoator.com.br) e da Dummy Produtora de Vídeo (www.dummyvideo.com.br). Como produtora, participou da produção, dentre outros eventos, do Miss Universo 2011 que aconteceu no Brasil na cidade de São Paulo, da produção do documentário sobre a vida do Sr. Osório Furlan - um dos fundadores da Sadia - além de ter sido a coordenadora geral dos documentários da Revista Multimídia Animabook.

## Biografia
Nascida em 1978[carece de fontes?],Marilice Cosenza começou sua carreira no teatro amador em 1991. Estudou na Escola de Atores Wolf Maya, Casa de Artes OperÁria, Studio Fátima Toledo e Broadway Dance Center, em NY. Atua em teatro musical profissional desde 2001. Além de ser atriz e cantora, formou-se em Administração de Empresas pela USP e fez MBA Executivo em Marketing na ESPM. Marilice também trabalhou por 7 anos e meio como executiva de projetos no jornal Folha de S.Paulo.

## Trabalhos

### Na televisão
- 2011 - Amor e Revolução - SBT - Marília
- 2010 - Tribunal na TV - Band - Nina
- 2009 - Cultura é Currículo - Episódio Museu de Amparo - TV Cultura - Maria
- 2007/2008 - Duas Caras - Rede Globo - Socorro[2][3]

### No teatro
- 2024 - Tarsila, a Brasileira
- 2012 - Pelo Telephone - Lígia
- 2010 - Avenida Q - Lucy De Vassa e Kate Monstro[3]
- 2008 - Tom e Vinícius - Dolores Duran [5]
- Primo Basílio[3]
- Garota Glamour[3]
- O Musical dos Musicais[3]

## Prêmios
- Leão de Honra - 2008 - pela personagem Socorro[3]
- Magnífico - 2008 - pela personagem Socorro[3]